# 山鶺鴒
山鶺鴒为鶺鴒科山鶺鴒屬下的一个种。其獨特的羽色使其與其他鶺鴒明顯區別開來，且它擺尾的方式為左右擺動，而不是其他鶺鴒常見的上下擺動。它是唯一會在樹上築巢的鶺鴒物種。主要棲息於森林棲地，在東亞的溫帶地區繁殖，冬季遷徙至熱帶亞洲，從印度到印尼一帶過冬。

## 分類
山鶺鴒於1789年由德國博物學家約翰·弗里德里希·格梅林在其修訂版《自然系統》中首次進行物種描述。他將其歸類於鶺鴒屬Motacilla，並創立了其雙名Motacilla indica。 種小名indicus來自拉丁語，意為「印度的」。 格梅林的描述基於法國博物學家皮埃爾·索內拉特於1782年所描述的「印度灰色鶺鴒」。 山鶺鴒現為唯一一個屬於山鶺鴒屬（Dendronanthus）的物種，該屬由英國動物學家愛德華·布萊思於1844年引入。 Dendronanthus這個名稱結合了古希臘語dendron（意為「樹」）和Anthus，後者是約翰·馬托伊斯·貝希斯坦於1805年為鷚屬創立的名稱。 該物種為單型種，無任何亞種。

## 描述
這是一種獨特的鶺鴒，且是唯一屬於Dendronanthus屬的物種（其他鶺鴒皆屬於Motacilla）。山鶺鴒體長18 cm（7.1英寸），體型修長，尾巴較長。其背部和頭頂呈橄欖棕色，翅膀為黑色，帶有兩道黃色翼帶和白色三級飛羽邊緣。頭部有白色眉紋，眼部有一道深色條紋。下半身為白色，胸部有黑色雙重橫帶，上帶呈領結狀，下帶則通常不連續。雌雄外觀相似，幼鳥的下身顏色較為偏黃。
山鶺鴒發出單音的叫聲（'pink pink），通常在地面或高空飛行時可聽到。此外，它們還有輕柔的抑揚歌聲。棕背伯勞（Lanius cristatus confusus）有時會模仿山鶺鴒的叫聲。

## 分佈與棲地
如其英文和學名所示，這是一種森林物種，這使其與其他鶺鴒有所區別。它通常出現在林地的開闊區域，如空地。冬季時主要棲息於陰涼的森林環境，或森林中的咖啡種植園和空地。
其繁殖區域位於東亞的部分地區，包括韓國、中國的部分地區（甘肅、安徽、湖南）和西伯利亞的部分地區。對於南方地區如阿薩姆邦的繁殖紀錄曾引發質疑。冬季遷徙至亞洲較溫暖的地區，有人認為牠們可能經安達曼群島遷徙至印度南部和斯里蘭卡。 它也曾被記錄為馬爾代夫和澳大利亞的迷鳥。
曾經認為山鶺鴒只在印度西南部過冬，經過半島其他地區遷徙。但現在已證明，它除了在印度西南部過冬外，也會在整個半島南部過冬。

## 行為與生態
這些鶺鴒通常單獨或成小群活動。牠們經常在樹上覓食，沿著樹枝捕捉昆蟲，也可能像鷚一樣在地面上覓食，當受到驚擾時，牠們會發出尖銳的pink聲音並飛上樹。牠們能攀爬陡峭的樹枝，並能迅速沿著水平的樹枝奔跑。牠們會與其他鶺鴒一起棲息在蘆葦叢中。

## 繁殖
繁殖季節為5月（印度東北部）和6月（黑龍江地區）。山鶺鴒在3月底離開斯里蘭卡，從馬來半島於3月中旬離開，最後一批鳥類大約在5月遷離。當春季特別寒冷時，牠們抵達靠近凱德羅瓦亞河（烏蘇里地區）的夏季繁殖地可能會推遲到5月底。雄鳥會在5月至7月間鳴唱，且每次鳴聲時牠都會隨著音節左右擺動身體。這是唯一在樹上築巢的鶺鴒，牠們常偏好築巢於橡樹上。巢為杯狀，由細草、細根、苔蘚及蜘蛛網組成，僅由雌鳥築巢，而雄鳥則在附近警戒。通常每窩產五顆卵，僅由雌鳥孵蛋，孵化期約為13至15天。孵化會在全部卵產下之前開始，因此雛鳥會間隔孵化。雛鳥約在10至12天後離巢，雙親共同餵養幼鳥。像其他鶺鴒一樣，山鶺鴒為食蟲性。
除了其獨特的羽色和棲地之外，山鶺鴒與其Motacilla近親的不同之處在於牠的奇特習性，牠會左右擺動尾巴，而不像其他鶺鴒那樣上下擺動。其日文名稱Jokofury-sekirei（意為側搖鶺鴒）即源自這一習性。 在斯里蘭卡，牠們經常在牛的糞便中尋找蛆，因此被稱為gomarita（意為糞便散佈者）。

## 圖庫

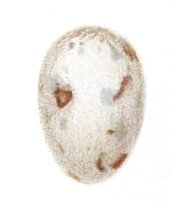
蛋外型
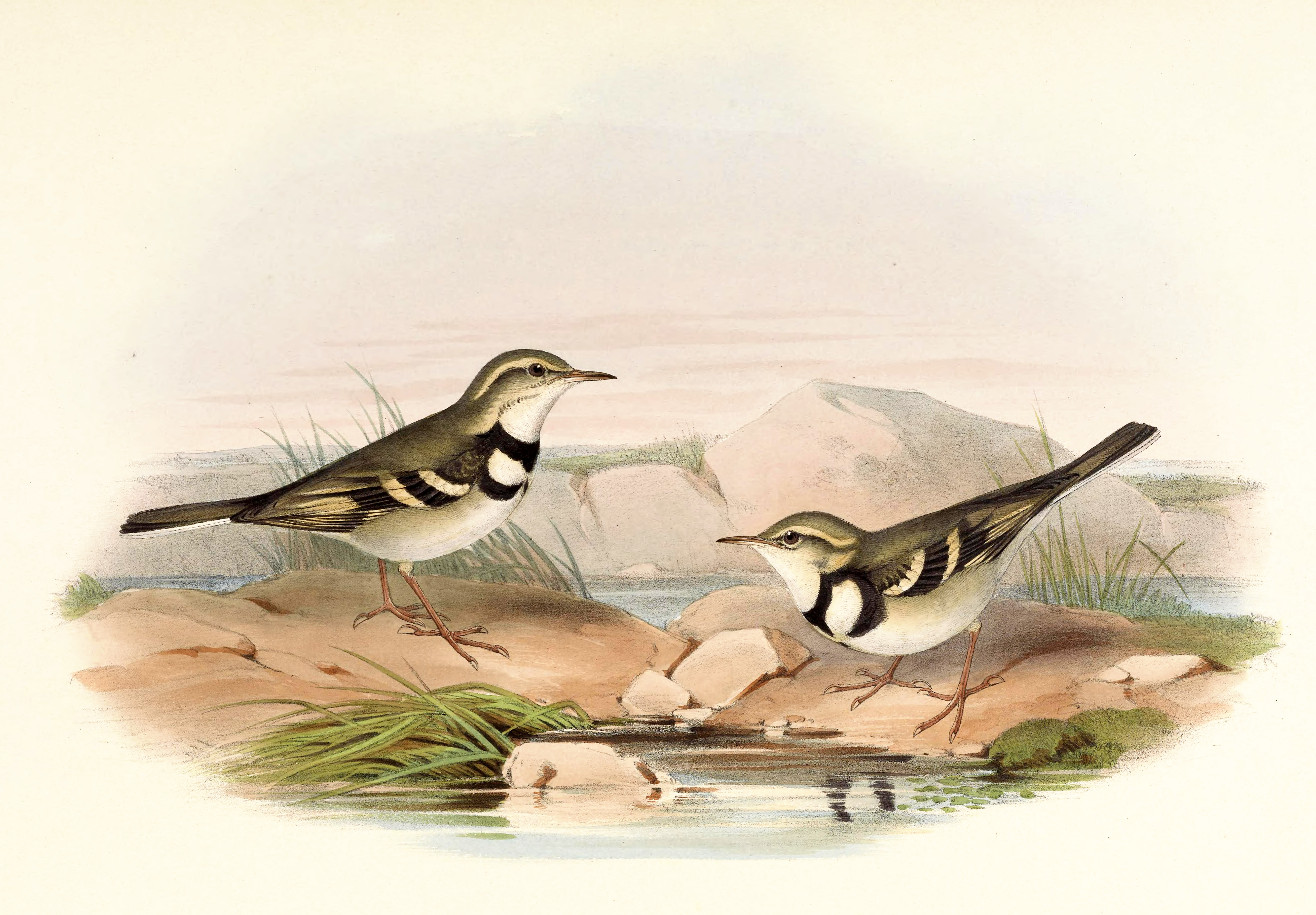
約翰·古爾德 的《亞洲鳥類》中的繪畫
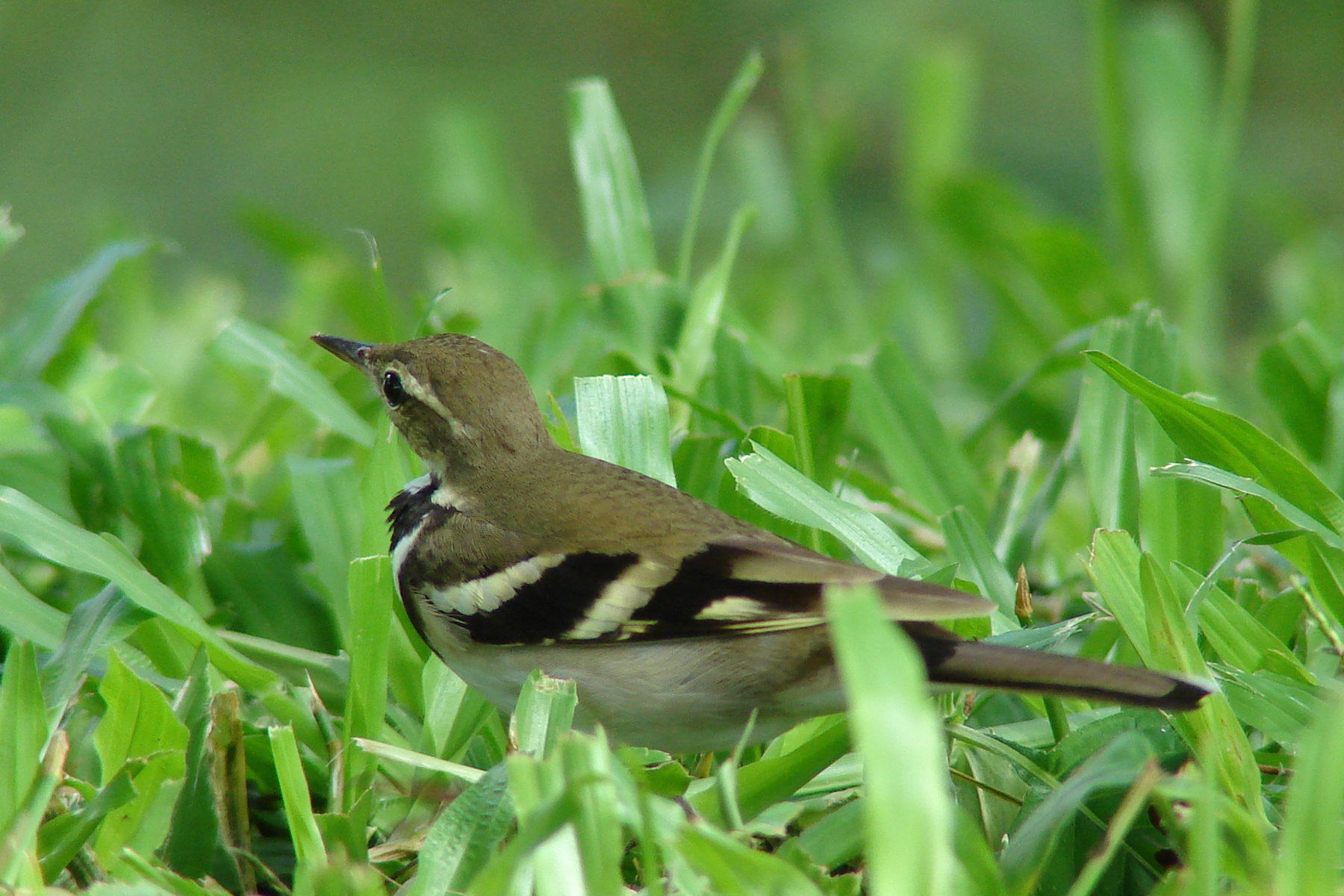
草叢中的山鶺鴒（Dendronanthus indicus）。
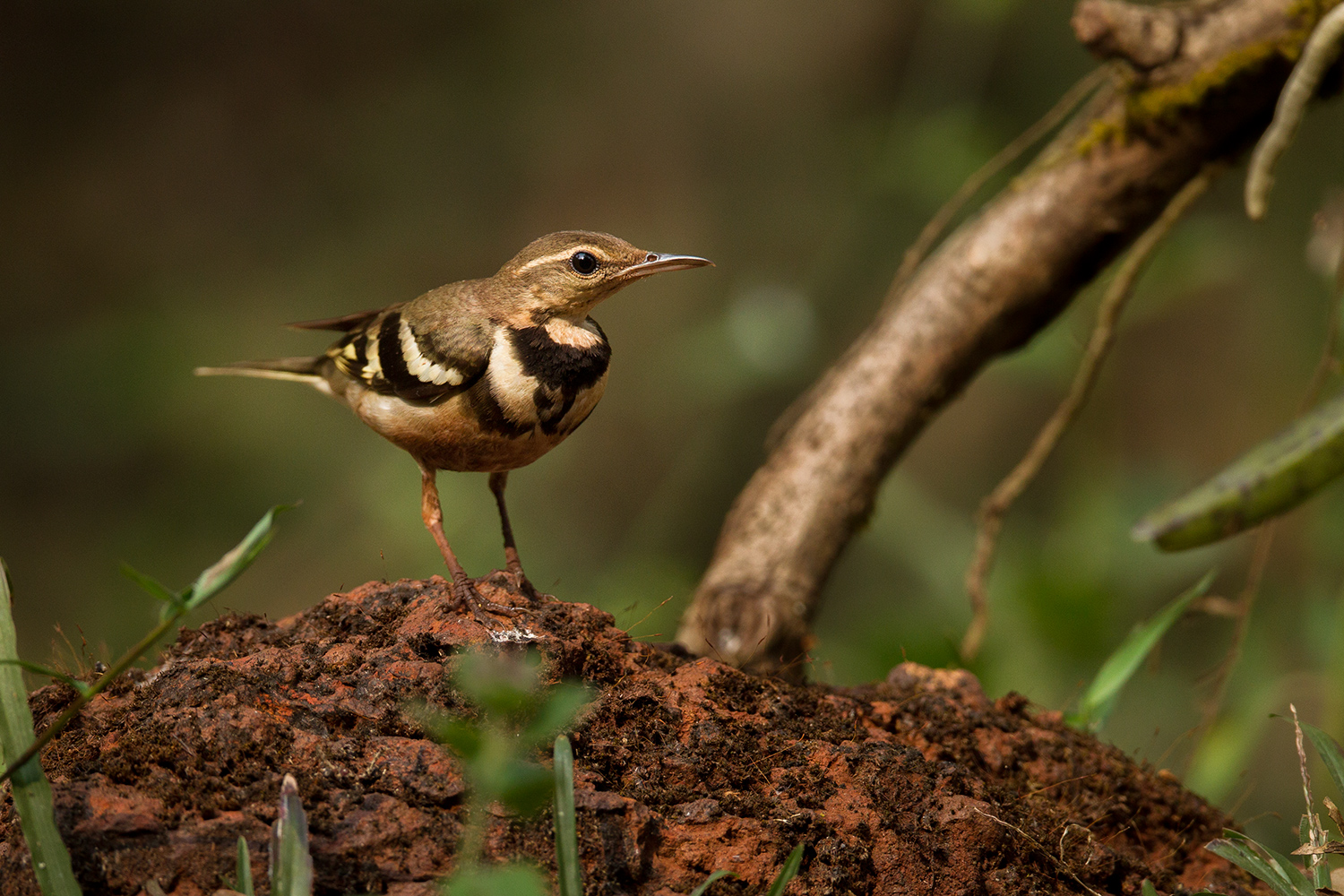
山鶺鴒, 丹德利老虎保護區, 印度

## 扩展阅读
- 維基物種上的相關：山鶺鴒

1. ↑  . The IUCN Red List of Threatened Species 2012.   [26 November 2013] （英语）.
2. ↑  Gmelin, Johann Friedrich. . 1, Part 2 13th. Lipsiae [Leipzig]: Georg. Emanuel. Beer. 1789: 962  [2024-10-04]. （原始内容存档于2023-08-21） （Latin）.
3. ↑  Jobling, James A. . London: Christopher Helm. 2010: 204. ISBN 978-1-4081-2501-4.
4. ↑  Sonnerat, Pierre.  2. Paris: Chez l'Auteur. 1782: 207–208  [2024-10-04]. （原始内容存档于2024-12-04） （French）.
5. ↑  Blyth, Edward. . Annals and Magazine of Natural History. 1844, 13 (82): 113-117 [116]  [2024-10-04]. （原始内容存档于2024-12-04）.
6. 1 2  Gill, Frank; Donsker, David; Rasmussen, Pamela (编). . IOC World Bird List Version 13.2. International Ornithologists' Union. July 2023  [21 August 2023]. （原始内容存档于2014-04-28）.
7. ↑  Jobling, James A. . London: Christopher Helm. 2010: 133. ISBN 978-1-4081-2501-4.
8. ↑  Baker, E.C. Stuart.  2nd. 1926: 275–277.
9. 1 2 3 4  Neufeldt, Irene. . Journal of the Bombay Natural History Society. 1961, 58 (3): 559–588  [2024-10-04]. （原始内容存档于2024-12-04）.
10. 1 2 3  Ali, S.; Ripley, S.D.  2nd. New Delhi: Oxford University Press. 1998: 277–280.
11. ↑  Anderson, R.C.; Baldock, M.  (PDF). Forktail. 2001, 17: 67–73  [2024-10-04]. （原始内容存档 (PDF)于2012-02-26）.
12. ↑  Kannan, R.; Santharam, V.; Kannan, A.; Nagarajan, V.M.  (PDF). Indian Birds. 2018, 14: 33–36  [2024-10-04]. （原始内容存档 (PDF)于2024-06-12）.
13. ↑  Austin, O L. . Bulletin of the Museum of Comparative Zoology. 1948, 101: 1–302.
14. ↑  Jerdon, T.C. . 2. Part 1. Calcutta: The Military Orphan Press. 1863: 226.